# Paiboon Upatising
Paiboon Upatising, né le 2 octobre 1956 à Phuket, et mort le 2 août 2015 à Bangkok, est un homme d'affaires et un homme politique thaïlandais.

## Biographie
Diplômé en ingénierie de l'université Chulaongkorn à Bangkok, il obtient aussi une maîtrise en management de l'Université d'État de Frostburg, dans le Maryland.
Il retourne à Phuket, où sa famille est dans les affaires, et se lance dans l'immobilier et la distribution de boissons.
En 2000, il se fait élire au Sénat pour Phuket et conserve ce poste jusqu'en 2006. En 2008, il devient le président de la province de Phuket en battant le président sortant, Anchalee Vanich-Thepabutra.
Le 25 juin 2015, il est suspendu sans solde de ses fonctions, alors qu'une allégation de corruption le concernant fait l'objet d'une enquête. Il meurt un mois plus tard d'un cancer colorectal.